# Comuna de Międzychód
Międzychód (polaco: Gmina Międzychód) é uma gminy (comuna) na Polónia, na voivodia de Grande Polónia e no condado de Międzychodzki. A sede do condado é a cidade de Międzychód.
De acordo com os censos de 2004, a comuna tem 18 294 habitantes, com uma densidade 59,5 hab/km².

## Área
Estende-se por uma área de 307,24 km², incluindo:
- área agricola: 37%
- área florestal: 51%

## Demografia
Dados de 30 de Junho 2004:
|                      | Total   | Total | Mulheres | Mulheres | Homens  | Homens |
| -------------------- | ------- | ----- | -------- | -------- | ------- | ------ |
|                      | pessoas | %     | pessoas  | %        | pessoas | %      |
| População            | 18 294  | 100   | 9286     | 50,8     | 9008    | 49,2   |
| Densidade (pop./km²) | 59,5    | 100   | 30,2     | 30,2     | 29,3    | 29,3   |

De acordo com dados de 2002, o rendimento médio per capita ascendia a 1344,74 zł.

## Comunas vizinhas
- Drezdenko, Kwilcz, Lwówek, Miedzichowo, Przytoczna, Pszczew, Skwierzyna, Sieraków.